# Maths Class
Maths Class (мэс клэс, дословно — математический класс) — британская дэнс-панк-рок-группа из города Брайтон образованная Тимом Скетчли в 2006 году из своих близких друзей. Группа на сегодняшний день имеет большую популярность и признание, как среди молодёжи Великобритании, так и всей Европы. Сами солисты охарактеризовывают стиль их музыки, как арт-рок, а BBC назвала стиль музыки, которую играет группа, техно-рок. Среди российских слушателей, более известны как математики.

## История
Впервые группа выступила на публике вместе с шотландской дэнс-панк-группой Shitdisco на фестивале The Great Escpape, а также Shitdisco пригласили их выступить на их домашней вечеринке. С тех пор на недавно ещё неизвестую группу стали обращать внимание крупные рок-журналы, такие как New Musical Express, Maths Class впервые пригласили выступить в известный лондонский клуб Artrocker, который впоследствии стал для них их родной сценой. В ноябре 2007 Maths Class записали их первый сингл Emporio Laser/Cushion Glamour который разлетелся с прилавков магазинов в первые две недели. Первый сингл имел такой успех, что их песни стали крутить по радио, их музыка стала узнаваемой. К июлю 2008 Maths Class закончили запись своего первого студийного альбома, хотя они его считают EP, Now This Will Take Two Hands записанный крупной медиакомпанией Gift Music и 1977 Records (Япония).
Maths Class была выбрана VICE Magazine для выступления на Vice Spane event в Барселоне. Также они выступили снова на The Great Escape в мае 2007, и летом того же года на Tales Of The Jackalope and Underage Festival.
В августе 2008 Maths Class отправились в мировое турне, главной целью которого является концерт в Японии, об этом заявил лидер группы Тим Скетчли.

## Состав
- Тим Скетчли — вокал
- Пирс Коубёрн — синтезатор, вокал
- Энди Дэйвис — гитара, вокал
- Александар Дэммс — бас-гитара
- Майкл Гартсайд — барабанщик

## Дискография

### Альбомы
- Now This Will Take Two Hands — (21 июля 2008) (Gift Music)

### Синглы
- «Emporio Laser» / «Cushion Glamour» (12 ноября 2007) (Life Is Easy Records)
- «Nerves» (21 июля 2008) (Gift Music)